# マティアス・クヴィストゴーデン
マティアス・クヴィストゴーデン（Mathias Kvistgaarden, 2002年4月15日 - ）は、デンマークのプロサッカー選手。デンマーク代表。ノリッジ・シティFC所属。ポジションはフォワード。

## 経歴

### 幼少期
ビヤケローに生まれ、地元のクラブであるスキヨル・ビヤケローの下部組織でキャリアをスタートさせた。11歳の頃、ノアシェランの下部組織のトライアルでスカウトに注目され、同時にリンビーの下部組織のトライアルにも参加しており、2013年、最終的にリンビーへ移ることを選んだ。家族がブレンビーの監督を務めていたトーマス・フランクと親しい関係であったこともあり、2年後にブレンビーの下部組織へと移った。同時に、クラブから程近い学校に入学し、主に体育を学んだ。ブレンビーの下部組織は、それまでに所属してきたクラブよりもレベルが高く、チーム内の競争も激しく、実際にU-13チームはその年のユースリーグで優勝した。

### クラブ
トップチームの主力アタッカーであるシモン・ヘドルンドとサムエル・ムラーズがCOVID-19の検査で陽性となったため、2020年7月5日、デンマーク・スーペルリーガのオールボー戦で初めてトップチームのメンバーに召集された。この試合で、73分からミカエル・ウーアとの交代で途中出場し、プロデビュー。
2022年3月6日、リーグ第20節のシルケボー戦でプロ初ゴールを挙げ、試合も1-0で勝利した。初めてスターティングメンバーとして出場したのは、4月14日のオールボー戦であった。4月29日にはクラブとの契約延長に合意し、2025年までの新たな契約を交わした。チャンピオンシップラウンドでは、最終節のシルケボー戦で2ゴールを挙げるなど、4ゴール1アシストを記録。この活躍もあり、5月にはスーペルリーガの月間最優秀若手選手に選出された。
2025年7月8日、イングランドのノリッジ・シティに4年契約（+1年の延長オプション付き）で移籍。移籍金は690万ポンドと報じられている。

### 代表
U-18デンマーク代表として6試合に出場し、3ゴールを挙げている。2020年10月8日、ポーランドとの親善試合でU-19代表デビュー。ゴールも記録し、3-1での勝利に貢献した。
2022年6月4日、UEFA U-21欧州選手権予選のカザフスタン戦でU-21代表初出場。ヴァイレ・スタディオンで先発出場し、63分にラスムス・ホイルンドとの交代でベンチに退いた。10日後のトルコ戦では、グスタフ・イサクセンのアシストからファーサイドにボールを突き刺し、U-21代表での初ゴールを挙げた。
2025年6月7日、北アイルランドとの親善試合でA代表初キャップ。
同年のUEFA U-21欧州選手権では、デンマークの全4試合に出場した。

## 個人成績

### クラブ
| 国内大会個人成績 | 国内大会個人成績 | 国内大会個人成績 | 国内大会個人成績   | 国内大会個人成績 | 国内大会個人成績 | 国内大会個人成績 | 国内大会個人成績 | 国内大会個人成績 | 国内大会個人成績 | 国内大会個人成績 | 国内大会個人成績 |
| 年度             | クラブ           | 背番号           | リーグ             | リーグ戦         | リーグ戦         | リーグ杯         | リーグ杯         | オープン杯       | オープン杯       | 期間通算         | 期間通算         |
| 年度             | クラブ           | 背番号           | リーグ             | 出場             | 得点             | 出場             | 得点             | 出場             | 得点             | 出場             | 得点             |
| デンマーク       | デンマーク       | デンマーク       | デンマーク         | リーグ戦         | リーグ戦         | リーグ杯         | リーグ杯         | オープン杯       | オープン杯       | 期間通算         | 期間通算         |
| ---------------- | ---------------- | ---------------- | ------------------ | ---------------- | ---------------- | ---------------- | ---------------- | ---------------- | ---------------- | ---------------- | ---------------- |
| 2019-20          | ブレンビー       | 36               | スーペルリーガ     | 1                | 0                | -                | -                | 0                | 0                | 1                | 0                |
| 2020-21          | ブレンビー       | 36               | スーペルリーガ     | 2                | 0                | -                | -                | 2                | 0                | 4                | 0                |
| 2021-22          | ブレンビー       | 36               | スーペルリーガ     | 16               | 5                | -                | -                | 2                | 0                | 18               | 5                |
| 2022-23          | ブレンビー       | 36               | スーペルリーガ     | 30               | 7                | -                | -                | 1                | 0                | 31               | 7                |
| 2023-24          | ブレンビー       | 36               | スーペルリーガ     | 24               | 8                | -                | -                | 4                | 2                | 28               | 10               |
| 2024-25          | ブレンビー       | 36               | スーペルリーガ     | 29               | 17               | -                | -                | 6                | 4                | 35               | 21               |
| イングランド     | イングランド     | イングランド     | イングランド       | リーグ戦         | リーグ戦         | FLカップ         | FLカップ         | FAカップ         | FAカップ         | 期間通算         | 期間通算         |
| 2025-26          | ノリッジ・シティ | 30               | チャンピオンシップ |                  |                  |                  |                  |                  |                  |                  |                  |
| 通算             | デンマーク       | デンマーク       | スーペルリーガ     | 102              | 37               | -                | -                | 15               | 6                | 117              | 43               |
| 通算             | イングランド     | イングランド     | チャンピオンシップ |                  |                  |                  |                  |                  |                  |                  |                  |
| 総通算           | 総通算           | 総通算           | 総通算             | 102              | 37               | 0                | 0                | 15               | 6                | 117              | 43               |

### 代表
| デンマーク代表 | 国際Aマッチ | 国際Aマッチ |
| 年             | 出場        | 得点        |
| -------------- | ----------- | ----------- |
| 2025           | 1           | 0           |
| 通算           | 1           | 0           |

## タイトル

### クラブ
ブレンビー
- デンマーク・スーペルリーガ（2020-21）[24]

### 個人
- デンマーク・スーペルリーガ 月間最優秀若手選手（2022年5月）[15]
- デンマーク・スーペルリーガ シーズンベストイレヴン（2024-25）[25]